# Вук Бојовић
Вукосав Вук Бојовић (Пљевља, 18. децембар 1940 — Београд, 17. септембар 2014) био је српски вајар и директор београдског зоолошког врта „Врт добре наде“.
Заједно са Драганом Марковићем Палмом, отворио је у Јагодини зоолошки врт „Тигар” 2006. године, аква парк 2007, а 2008. музеј воштаних фигура, једини музеј овакве врсте у Србији и на Балкану. Лично је допринео отварању овог музеја даровањем својих воштаних фигура које су биле део његове изложбе. Бојовић и српски редитељ и академик Душан Ковачевић отворили су 2011. у Бору четврти зоолошки врт на територији Србије.

## Биографија
Бојовић води порекло из села Зминица на Дурмитору где је провео најраније детињство. Са три године, остао је без оца Луке, предратног учитеља, који је погинуо као припадник четничких јединица.
Дипломирао је и магистрирао вајарство на Факултету ликовних уметности у Београду.
Био је по дипломирању прво слободни уметник, затим професор у основној и средњој школи. Предавао је и у Вишој трговачкој школи у Београду, где је од 1982. до 1986. године био директор.
Урадио је тридесетак бисти, међу којима и бисте Вељка Влаховића, Драгана Ковачевића, Стојана Церовића, Саве Ковачевића.
На функцији директора Бео зоо-врта био је од 1. маја 1986. године до своје смрти.
Широј јавности је постао познат када је крајем осамдесетих два пута из зоо-врта бежао шимпанза Сами. У потери за животињом највећу улогу је имао Бојовић. Тај догађај је касније искористио да скрене пажњу на стање у зоо-врту и да то стање унапреди.
Објавио је књиге: Приче из зоо-врта (1995), Приче из зоо-врта 1 (2005), Приче из зоо-врта 2 (2007) и монографије Београдски зоолошки врт (2010). Коаутор је књиге Кроз Београдски зоолошки врт (2005. и 2011. друго допуњено издање).
Учествовао је у бројним радијском и телевизијским емисијама и дао обиље изјава за домаће и иностране медије. Био је водитељ ноћног програма Радија „С“ (1995–1996). Аутор је и водитељ емисија Арт телевизије: Арт зоологија (1996–1999, 164 емисије) и Арт боемија (од 1999. године, више од 700 емисија).
Био је дугогодишњи председник Еколошке странке Зелени. Од 1992. до 1999. године је био потпредседник Џудо савеза Југославије, а и дугогодишњи председник Универзитетског џудо клуба „Студент“ и оснивач Ветеранске џудо асоцијације Србије.
Из два брака имао је четворо деце. Из првог брака са Анђелком Бојовић отац је Луке Бојовића, убијеног Николе и Марије. А у другом браку, са новинарком Весном Радовић, има ћерку Машу, познату београдску редитељку и новинара.
Преминуо је у Београду, 17. септембра 2014. године. Вук Бојовић, сахрањен је на Новом гробљу у Београду 22. септембра.2014. године.

## Награде
Постхумно одлуком скупштине града Јагодине, Вук Бојовић је добио улицу у Јагодини. Био је почасни грађанин града Јагодине 2006. године, захваљујући донирању животиња за  отварање зоолошког врта "Тигар", у Јагодини. У Музеју воштаних фигура у Јагодини, се налази, фигура Вука Бојовића, која је постављена у музеј 18. децембра 2014. године, уз присуство чланова његове породице, пријатеља и грађана. 

Дана 12. јула 2017. му је у Бео-зоо врту откривен споменик.